# Oop saga
Oop Saga è un film italiano del 2023 scritto e diretto da Gustavo Garrafa, al suo esordio alla regia di un lungometraggio. Il film è tratto dall'omonimo romanzo scritto a quattro mani dal regista insieme alla copywriter Laura Mazza.

## Trama
Laura è minacciata dal fidanzato di diffondere foto intime e decide di togliersi la vita. Durante il suo tentativo, viene salvata da un ragazzo in vacanza con gli amici. Tuttavia, il salvataggio rivela una serie di segreti e inganni inaspettati.

## Promozione
Il primo trailer del film è stato diffuso il 21 ottobre 2023. Nel corso del 2024 il film ha vinto al Lift-Off Global Network come Audience Choice Award in Inghilterra, la menzione d'onore al Your Way International Film Festival a Malta  e la Lode d'onore al Festival del cinema di Cefalù in Sicilia.
La colonna sonora del film è del cantautore Andrea Villella, che ha composto tra le altre il brano portante del film "Com'è"

## Distribuzione
Il film è stato distribuito in diversi stati dal 17 ottobre 2023 su Prime Video, in esclusiva in alcune sale cinematografiche italiane il 21 novembre successivo.